# Рисхольт, Рогер
Рогер Рисхольт (норв. Roger Risholt; род. 10 апреля 1979, Арендал, Эуст-Агдер) — норвежский футболист, играющий на позиции центрального полузащитника. Его брат-близнец Кай Рисхольт также профессиональный футболист. Сейчас является экспертом на канале Eurosport 1[кто из них?].

## Карьера
Рогер Рисхольт начал заниматься футболом в своём родном городе Арендале и на юниорском уровне выступал за местный клуб «Арендал».
В 2000 году перешёл в футбольный клуб «Старт», вместе с которым вылетел из высшего дивизиона. Однако уже в следующем сезоне клуб вернулся в Элитсерию. В 2002 году перешёл в «Фредрикстад», где стал чаще выходить в основном составе. Рисхольт помог клубу подняться из четвёртого по значимости дивизиона в Элитсерию. Был выбран игроком года по версии болельщиков и получил вызов в сборную для серии товарищеских матчей.
В 2005 году он перешёл в «Орхус», где отыграл всего один сезон, который завершился вылетом команды. Летом 2006 года он вновь сменил команду и перешёл в «Хеккен», с которым он вновь вылетел. В декабре 2008 года он подписал контракт с «Конгсвингером», где играл его брат.
31 августа 2010 года он вернулся в «Фредрикстад». Однако, он покинул клуб спустя полгода и перешёл в «Сундсвалль», где отыграл два сезона. В 2013 вернулся в Норвегию играл за «Кристиансунн» и «Саннефьорд». Летом 2015 года он в третий раз перешёл в «Фредрикстад», где играет до сих пор.

## Статистика

### Матчи Рисхольта за сборную Норвегии
| Матчи Рисхольта за сборную Норвегии | Матчи Рисхольта за сборную Норвегии | Матчи Рисхольта за сборную Норвегии | Матчи Рисхольта за сборную Норвегии | Матчи Рисхольта за сборную Норвегии | Матчи Рисхольта за сборную Норвегии |
| ----------------------------------- | ----------------------------------- | ----------------------------------- | ----------------------------------- | ----------------------------------- | ----------------------------------- |
| №                                   | Дата                                | Соперник                            | Счёт                                | Голы Рисхольта                      | Соревнование                        |
| 1                                   | 22 января 2005                      | Кувейт                              | 1:1                                 | —                                   | Товарищеский матч                   |
| 2                                   | 25 января 2005                      | Бахрейн                             | 1:0                                 | —                                   | Товарищеский матч                   |
| 3                                   | 28 января 2005                      | Иордания                            | 0:0                                 | —                                   | Товарищеский матч                   |

Итого: 3 матча / 0 голов; 1 победа, 2 ничьи, 0 поражений.